# 수어드 아미두
수어드 아미두(Souad Amidou, 1959년 7월 4일 ~ )는 프랑스의 배우이다.
낭테르에서 태어났다.

## 영화
- 남과 여: 여전히 찬란한 (2019년) - 프랑수아즈 역
- 블랙 리얼리 슈츠 유 (2012년) - 말레케 역
- 뮌헨 (2005년) - 유세프의 아내 역
- 3대0 (2002년)
- 레이디스 앤 젠틀맨 (2002년)
- 사랑의 아픔 (1987년)
- 복수 (1982년)
- 남과 여 (1966년)